# Kid A
Kid A és el quart àlbum d'estudi de la banda britànica de rock alternatiu Radiohead. Fou publicat baix el segell discogràfic Parlophone, el 27 de setembre del 2000 al Regne Unit i el 3 d'octubre de 2000 als Estats Units i el Canadà. Es va masteritzar als Abbey Road Studios a mitjans del 2000.
L'àlbum va arribar a ser disc de platí en el seu primer mes i va ser el primer àlbum de Radiohead a debutar com #1 en el Billboard dels Estats Units. L'èxit mundial es va aconseguir malgrat que la banda es va negar a extreure algun vídeo o senzill de l'àlbum. Alguns observadors atribuïxen això al fet d'una campanya única de màrqueting (l'àlbum estava totalment disponible per internet al portal de Napster abans del seu llançament i la banda va disposar una sèrie de blips o anti-vídeos de cada cançó). D'altres ho atribuïxen a l'èxit massiu de la seva anterior producció, OK Computer.
Kid A va guanyar un premi Grammy al millor àlbum de música alternativa i va ser nominat com a Àlbum de l'any. També fou alabat per introduir als oients múltiples formes de música poc convencional. Tot i que el nou estil de la banda va alienar alguns fans i crítics, l'àlbum va rebre crítiques generalment positives de part de les publicacions musicals de més renom. Algunes publicacions, a més, el classificaren com un dels millors àlbums de la dècada del 2000, o fins i tot com un dels millors de tots els temps. Fins avui, se n'han venut més de quatre milions de còpies.

## Informació
Kid A va representar un canvi en la proposta musical d'aquesta banda. La producció anterior, OK Computer, avançava en el seu projecte post grunge/indie rock cap a un terreny on el rock alternatiu es barreja amb la música experimental, Kid A significa l'arribada a aquest inquietant territori.
Quan Radiohead va començar a treballar en un nou disc l'any 1999, els membres de la banda tenien diferents idees respecte a la direcció musical que havien de prendre. Des de retornar a l'ús massiu de guitarres, a seguir l'experimentació de nous sons, o reconduir cap a música més electrònica. El productor Nigel Godrich va tornar a encarregar-se de la producció havent aconseguit que la discogràfica els donés llibertat per publicar el nou disc. A conseqüència de l'èxit internacional que va ser l'LP anterior, OK Computer, Thom Yorke va entrar en una etapa de bloqueig creatiu que li provocava ansietat quan intentava compondre noves cançons. Aquesta aclaparant sensació li envaïa des dels dies de la gira. El seu amic personal Michael Stipe (vocalista de R.E.M.) li va donar una recomanació que integraria la lletra de la cançó How to Disappear Completely and Never Be Found.
Malgrat els problemes de Yorke, els membres del grup van decidir continuar però sentien que ho havien de canviar tot. La conseqüència d'això fou que el contingut musical de Kid A era el resultat de l'experimentació en el procés d'enregistrament. Inicialment, Yorke va marcar la nova línia artística mentre la resta de membres es van anar unint a ell mentre experimentaven amb diferents nous instruments. El so de OK Computer va canviar dràsticament, les lletres van tenir més abstracció i es notaven influències de Krautrock, Avant-Jazz i música clàssica del segle xx, juntament amb Ones Martenot. Cap a la primavera de 2000 havien completat unes 30 noves cançons, però com que no volien llançar un àlbum doble, van guardar algunes cançons per publicar-les en el següent àlbum, Amnesiac el 2001. Tot i això, l'elecció de les cançons va provocar moltes discussions entre els membres del grup fins al punt de plantejar-se la separació. Finalment van arribar a un acord per decidir la llista de cançons i Godrich va poder realitzar la masterització. Radiohead va realitzar una petita gira per països mediterranis durant l'estiu de 2000 per tocar algunes de les noves cançons.
Un cop finalitzat el procés d'enregistrament, Radiohead i les seves discogràfiques van dibuixar un pla de màrqueting per promocionar Kid A. Les expectatives del nou àlbum eren molt elevades i alguns mitjans anticipaven que marcaria una fita dins el rock. El grup va voler fugir d'aquest corrent tan optimista, i finalment van decidir no publicar cap senzill oficialment, una pràctica molt singular en la indústria discogràfica. Tanmateix, "Optimistic" i algunes còpies promocionals van sonar en diverses emissores de ràdio.
Aprofitant la important presència de seguidors del grup a internet, Parlophone i Capitol Records van promocionar l'àlbum a través d'aquest mitjà de comunicació mitjançant curtmetratges anomenats "blips" distribuïts gratuïtament. Amb una durada general de trenta segons, els blips es van mostrar en el canal MTV, ocasionalment en anuncis de televisió per publicitar el nou disc, i també gratuïtament des del web de Radiohead. Tots els curts van ser creats per The Vapour Brothers i Shynola, sovint inspirats en l'art de l'àlbum realitzat per Stanley Donwood. La majoria són històries sobre la natura reclamant a la civilització el consumisme i la biotecnologia incontrolables. Capitol va crear "iBlip", una miniaplicació de Java que els fans podien afegir en els seus webs i que permetia comprar l'àlbum i escoltar-lo mitjançant streaming.
Aquest disc fou el primer des de l'àlbum de debut, Pablo Honey (1993), que no contenia les lletres en el llibret. Yorke, autor de totes les lletres, va explicar que no es podien considerar les paraules per separat de la música. Hi ha diferents versions del títol de l'àlbum però Radiohead mai va aclarir el seu origen perquè els agradava la idea que no tingués cap significat concret. Kid A va debutar al número u de la llista de senzills del Regne Unit, Estats Units, França, Irlanda, Nova Zelanda i el Canadà. Fou el primer número u d'un grup britànic als Estats Units en tres anys.
La portada de Kid A fou dissenyada per Donwood and Tchock, un àlies del cantant Thom Yorke, i es tracta d'una renderització d'una serralada realitzada per ordinador amb una distorsió pixelada. La imatge reflecteix la guerra de Kosovo a l'hivern de 1999. La contraportada era una composició modificada digitalment d'un paper de calcar. Moltes imatges del llibret tenen un significat polític en contra de les guerres i antiterroristes. Entre elles destaca una fotografia de la figura de Tony Blair, Primer Ministre del Regne Unit durant aquella època, representat de forma demoníaca. Per a la composició d'aquestes imatges es van inspirar gràcies a la novel·la gràfica Brought to Light d'Alan Moore i Bill Sienkiewicz. Posteriorment van editar una edició especial de l'àlbum on l'art seguia el mateix estil visual però amb una simbologia més centrada en la degradació mediambiental. Per exemple s'hi van incloure estadístiques sobre el ritme del retrocés de les glaceres de tot el món.
La crítica va reaccionar força positivament en general però molts oients estigueren estranyats inicialment. Alguns analistes van indicar que comercialment era un suïcidi, una forma d'escapar del contracte discogràfic. L'any 2001 fou guardonat amb el premi Grammy al millor àlbum de música alternativa, a més de rebre dues nominacions com a millor àlbum de l'any i millor enginyeria. Posteriorment, diverses publicacions van destacar el disc com un dels millors treballs dels darrers anys.

## Llista de cançons
Totes les cançons foren escrites i compostes per Radiohead excepte les indicades. 
| Núm.          | Títol                           | Composició                             | Durada |
| ------------- | ------------------------------- | -------------------------------------- | ------ |
| 1.            | «Everything In Its Right Place» |                                        | 4:11   |
| 2.            | «Kid A»                         |                                        | 4:44   |
| 3.            | «The National Anthem»           |                                        | 5:51   |
| 4.            | «How to Disappear Completely»   |                                        | 5:56   |
| 5.            | «Treefingers»                   |                                        | 3:42   |
| 6.            | «Optimistic»                    |                                        | 5:16   |
| 7.            | «In Limbo»                      |                                        | 3:31   |
| 8.            | «Idioteque»                     | Radiohead, Paul Lansky, Arthur Kreiger | 5:09   |
| 9.            | «Morning Bell»                  |                                        | 4:29   |
| 10.           | «Motion Picture Soundtrack»     |                                        | 7:01   |
| 11.           | «Lucky»                         |                                        | 4:19   |
| 12.           | «The Tourist»                   |                                        | 5:24   |
| Durada total: | Durada total:                   | Durada total:                          | 49:57  |

## Posicions en llista
| Llista (2000)    | Posició |
| ---------------- | ------- |
| UK Albums Chart  | 1       |
| US Billboard 200 | 1       |
| Austràlia        | 2       |
| Canadà           | 1       |
| França           | 1       |
| Alemanya         | 4       |

## Personal
| - Thom Yorke – cantant, programació, teclats, guitarra, baix - Colin Greenwood – baix, sampler - Jonny Greenwood – ones Martenot, guitarra, orquestració, sampler, sintetitzador - Ed O'Brien – guitarra, programació - Phil Selway – bateria, percussió, programació - Andy Bush – trompeta - Andy Hamilton – saxòfon tenor - Steve Hamilton – saxòfon alt - Stan Harrison – saxòfon baríton - Martin Hathaway – saxòfon alt - Mike Kearsey – trombó baix | - Liam Kerkman – trombó - Mark Lockheart – saxòfon tenor - The Orchestra of St. Johns – instruments de corda - John Lubbock – director d'orquestra - Paul Lansky – sample de "Mild und Leise" a "Idioteque" - Arthur Kreiger – sample de "Short Piece" a "Idioteque" - Nigel Godrich – productor, enginyeria, mescles - Henry Binns – sampling - Chris Blair – masterització - Graeme Stewart – enginyeria - Gerard Navarro – enginyeria |

## Guardons
Premis
- 2001: Grammy al millor àlbum de música alternativa

Nominacions
- 2001: Grammy a l'àlbum de l'any